# Kölcsönbérleti törvény

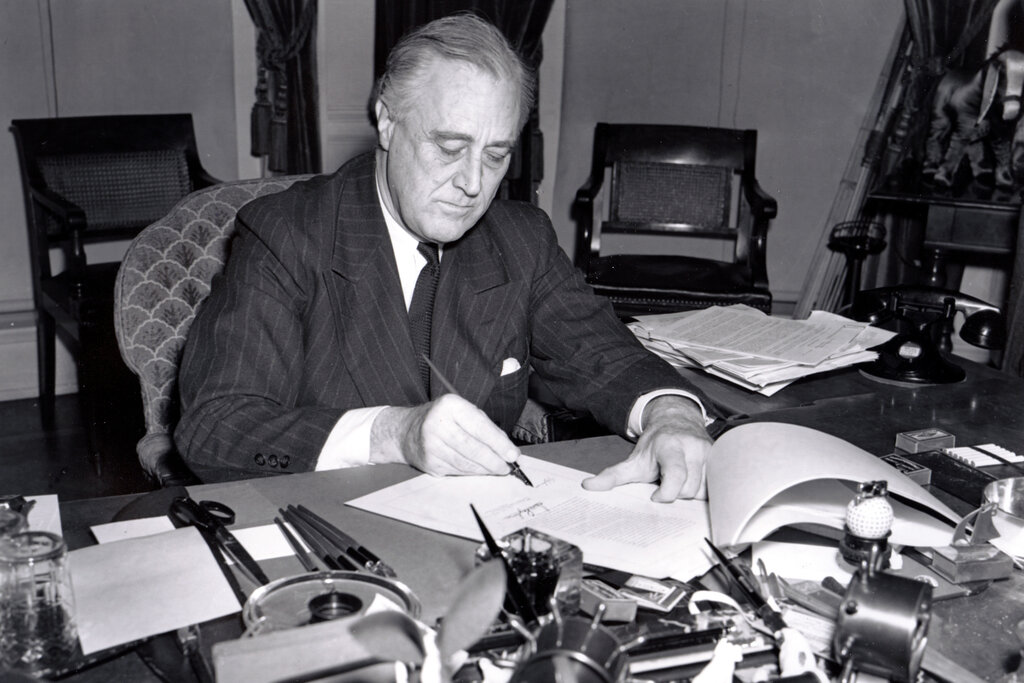
Franklin D. Roosevelt aláírja a kölcsönbérleti törvényt

A kölcsönbérleti törvény (angolul Lend-Lease Act, teljes hivatalos nevén An Act to Promote the Defense of the United States azaz „Törvény az Egyesült Államok védelmének elősegítésére”) az Egyesült Államokban 1941. március 11-én hozott jogszabály, amely lehetővé tette az USA számára fegyverek, hadianyagok és más termékek szállítását szövetségeseinek, azonnali, vagy akár bármilyen ellentételezés nélkül, elsősorban Nagy-Britanniának, valamint a Szabad Francia Erőknek, a Kínai Köztársaságnak, majd később a Szovjetuniónak. Ezzel az USA végképp feladta korábbi izolacionista, az 1935-ös és 1937-es semlegességi törvényekben rögzített álláspontját, és nagyszabású nyílt támogatást nyújtott a tengelyhatalmakkal szemben álló országoknak. A törvény 1945 szeptemberéig maradt hatályban.
A törvény és az annak alapján meginduló hatalmas volumenű szállítások nagyban támogatták a szövetségesek háborús erőfeszítéseit. Elsőnek az Egyesült Államok az ekkor a hitleri Németországgal egyedül szemben álló, élet-halál harcot vívó Nagy-Britanniát segítette meg. Németországnak a Szovjetunió elleni támadása után a nyugati szövetségesek Németország ottani gyors győzelmét valószínűsítették, de igyekeztek ezt minden eszközzel hátráltatni saját jól felfogott érdekükben, ezért a Szovjetunió számára is jelentős támogatást nyújtottak. A szovjet hadsereg sikerei csak tovább igazolták a támogatás értelmét, hiszen ezzel végső soron saját katonáik véráldozatával is takarékoskodtak.
A hidegháború idején a két fél történészei messze eltérően értékelték e segítség nagyságát: szovjet részről kicsinyítették a jelentőségét, nyugati részről pedig eltúlozták.

## Előzmények

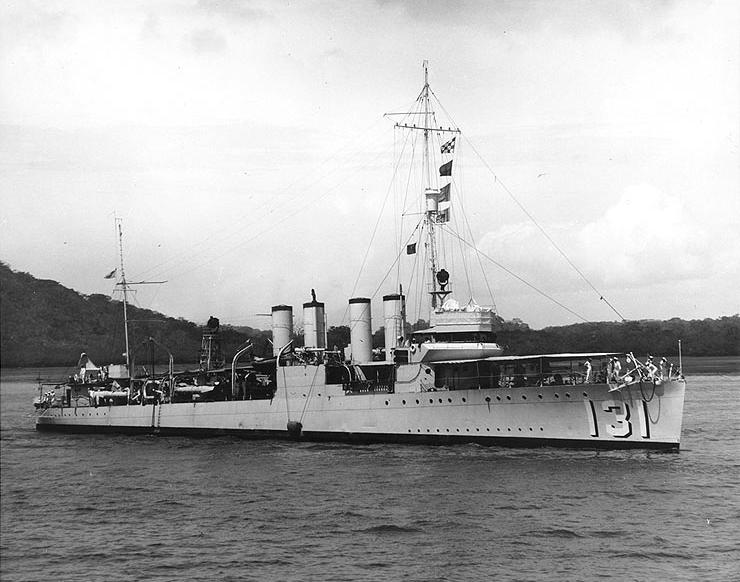
A Nagy-Britanniának átadott 43 amerikai romboló egyike

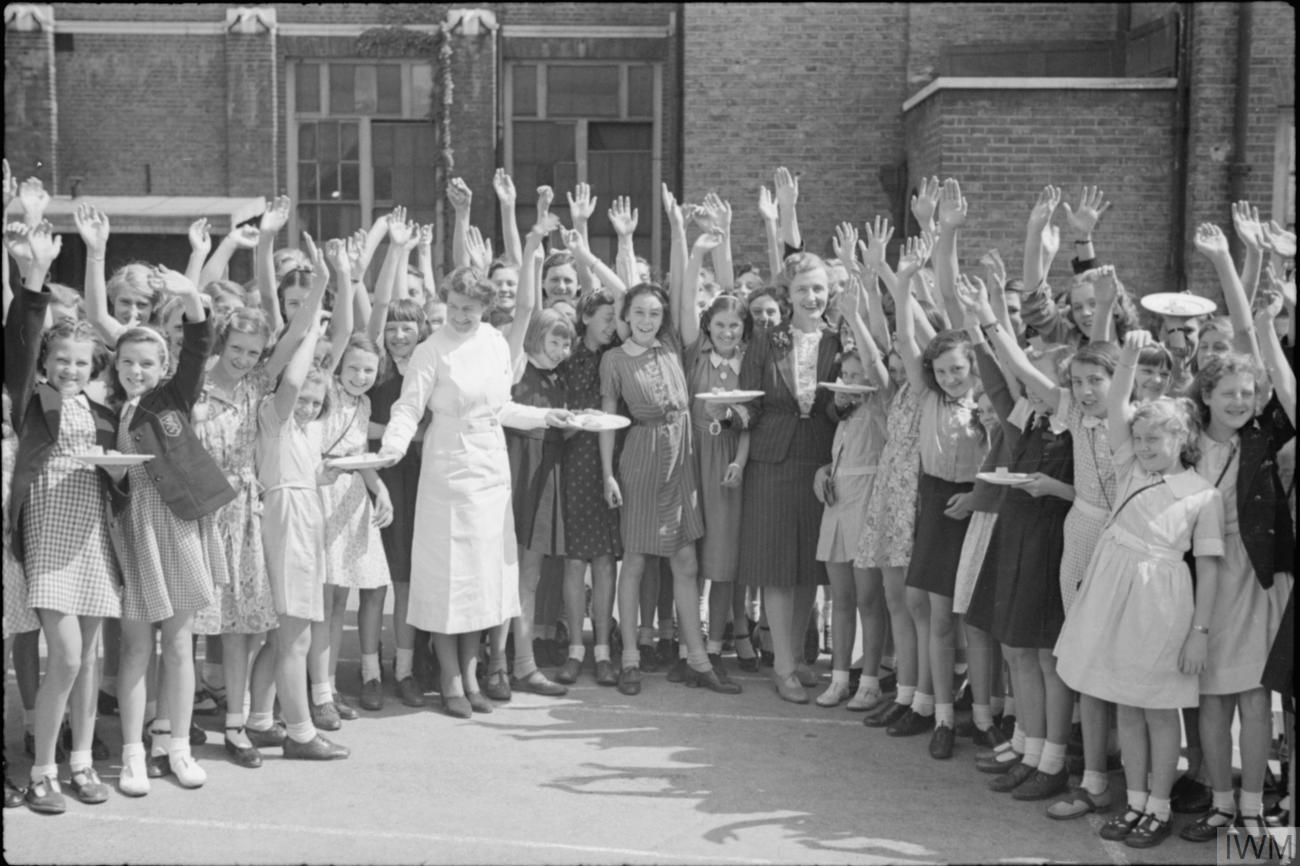
Brit gyerekek örülnek az amerikai adományból kapott szalonnás tojásnak

Az 1929–33-as nagy gazdasági világválság nyomán az Egyesült Államok belpolitikájában túlsúlyra jutottak azok az erők, amelyek a bezárkózásban, az izolacionizmusban látták az országuk számára megfelelő politikát. Szerepet játszott ebben az Egyesült Államok emberileg és anyagilag rendkívül költséges beavatkozása az első világháborúba, amelynek hadikölcsöneit még vissza sem fizették. Ebben a politikai helyzetben a kongresszus egy sor semlegességi törvényt (1935, 1936, 1937) fogadott el, amelyek megtiltották az amerikaiak számára a fegyver- és hadianyagexportot hadviselő felek számára.
Franklin D. Roosevelt elnök és a Demokrata Párt nagy többsége azonban tudatában volt annak, hogy a tengelyhatalmak megerősödése szögesen ellentétes az Egyesült Államok érdekeivel és előbb-utóbb az amerikaiaknak is fel kell majd venniük a harcot ellenük. A gazdasági helyzet a New Deal program kezdeti sikerei ellenére még mindig gyenge volt, több milliós volt a munkanélküliek tábora, az üzemek jelentős része nem dolgozott teljes kapacitással, így nagy szükségük lett volna a megrendelésekre. A világháború kitörése, 1939. szeptember 1. után az elnök újabb erőfeszítéseket tett a fegyverszállítások lehetővé tételére a potenciális szövetségesek, különösen Nagy-Britannia számára. November elején végül sikerült elfogadtatnia az úgynevezett Cash and Carry törvényt, ami a készpénzzel fizető vásárlók számára lehetővé tette az amerikai fegyverek vásárlását. Nagy-Britannia élt is ezzel a lehetőséggel, azonban Franciaország bukása után, 1940 nyarára a Brit Nemzetközösség élén egyedül maradt a Németországgal folytatott viadalban, és az angol pénzkészletek kimerülőben voltak.
A kölcsönbérleti törvény közvetlen előzménye volt az az 1940. szeptemberi amerikai-brit megállapodás, amelynek értelmében az Egyesült Államok 50 teljesen felszerelt rombolót adott át Nagy-Britanniának (illetve ebből hetet Kanadának) brit támaszpontok használati jogáért cserébe.
A Barbarossa hadművelet kezdete után, de még a kölcsönbérleti törvénynek a Szovjetunióra történő kiterjesztése előtt az angolszász szövetségesek Moszkva kérésére rögtön megkezdték hadianyag szállítását, amiért a szovjet fél valutával és arannyal fizetett. A fizetség egyik tételével, 4,5 tonna arannyal 1942 áprilisában német támadás következtében elsüllyedt a HMS Edinburgh cirkáló.

## A törvény elfogadtatása

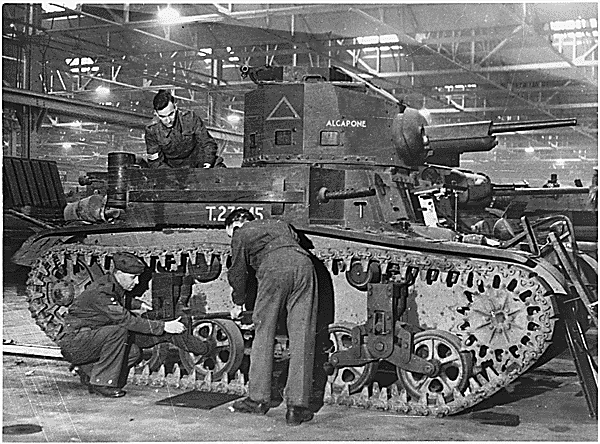
A lend-lease keretében Nagy-Britanniának szállított amerikai könnyű harckocsi

1940-ben az Egyesült Államok maga is kezdett készülni a háborúra. Történelmében először már békeidőben bevezette az általános hadkötelezettséget, valamint ötszörösére, 2-ről 10 milliárd dollárra emelte a hadi költségvetését. Az izolacionisták azonban még mindig elzárkóztak a hitelbe történő fegyverszállítások engedélyezésétől. A közvélemény egyre inkább Nagy-Britannia megsegítése felé hajlott, de még további törvényhozási csatározásokra volt szükség, elsősorban az izolacionista köztársaságpártiak ellenében, mire Roosevelt elnök aláírhatta a törvényt.
A sajtóval ügyesen bánó, a közvélemény számára gyakran színesen fogalmazó Roosevelt azzal a hasonlattal érvelt a törvény mellett, hogy amikor a szomszéd háza ég, és az oltáshoz szüksége van a mi locsolótömlőnkre, akkor sem kezdünk alkudozni annak az áráról, hanem odaadjuk, és ha már nem kell neki, majd visszaadja. Robert A. Taft szenátor ehhez hozzáfűzte: „A hadianyagok kölcsönzése hasonló a rágógumiéhoz. Biztosan nem akarjuk ugyanazt visszakapni használtan.”
Nevétől eltérően a jogszabály nem csak kölcsönbérletbe adásra hatalmazta fel az elnököt, hanem lehetővé tette számára azt is, hogy „eladjon, jogcímet átadjon, cseréljen, kölcsönbérletbe adjon, kölcsönözzön, vagy egyéb módon átruházzon” hadi és egyéb felszereléseket minden olyan ország kormányának, amelyeket az elnök fontos partnernek ítél meg az USA védelme szempontjából. A „segély” vagy „adományozás, ajándékozás” szavak csak belpolitikai és jogi megfontolások miatt maradtak ki a szövegből, azonban tartalmilag ennek a lehetősége is benne volt.
A törvény és az annak alapján megkötött kétoldalú megállapodások előirányozták, hogy a háború után az ebben a formában átadott fegyverzetet és más hadianyagokat, amennyiben azok nem semmisültek meg vagy kerültek felhasználásra, az Egyesült Államok kívánsága esetén vissza kell juttatni. Azokat a polgári célra használható termékeket, amik a háború után megmaradtak, ki kell fizetni, de olyan módon, hogy ez a fizetési kötelezettség ne terhelje túlságosan a két fél közötti békés gazdasági kapcsolatokat (azaz hosszútávú kamatmentes hitelek gyanánt).
Pearl Harbor után a törvény ügye már alig került szóba a törvényhozásban. 1944 tavaszán került sor annak formális megújítására, amit túlnyomó többséggel fogadott el a két ház.

## A szállítások fogadó országok szerint
| Összesen              | 48395,4 | 48395,4 | 48395,4 |
| Brit Birodalom        | 31387,1 |         |         |
| Brazília              | 372,0   |         |         |
| Szovjetunió           | 10982,1 |         |         |
| Mexikó                | 39,2    |         |         |
| Franciaország         | 3223,9  |         |         |
| Chile                 | 21,6    |         |         |
| Kína                  | 1627,0  |         |         |
| Peru                  | 18,9    |         |         |
| Hollandia             | 251,1   |         |         |
| Kolumbia              | 8,3     |         |         |
| Belgium               | 159,5   |         |         |
| Ecuador               | 7,8     |         |         |
| Görögország           | 81,5    |         |         |
| Uruguay               | 7,1     |         |         |
| Norvégia              | 47,0    |         |         |
| Kuba                  | 6,6     |         |         |
| Törökország           | 42,9    |         |         |
| Bolívia               | 5,5     |         |         |
| Jugoszlávia           | 32,2    |         |         |
| Venezuela             | 4,5     |         |         |
| Szaúd-Arábia          | 19,0    |         |         |
| Guatemala             | 2,6     |         |         |
| Lengyelország         | 12,5    |         |         |
| Paraguay              | 2,0     |         |         |
| Libéria               | 11,6    |         |         |
| Dominikai Köztársaság | 1,6     |         |         |
| Irán                  | 5,3     |         |         |
| Haiti                 | 1,4     |         |         |
| Etiópia               | 5,3     |         |         |
| Nicaragua             | 0,9     |         |         |
| Izland                | 4,4     |         |         |
| Salvador              | 0,9     |         |         |
| Irak                  | 0,9     |         |         |
| Honduras              | 0,4     |         |         |
| Csehszlovákia         | 0,6     |         |         |
| Costa Rica            | 0,2     |         |         |

A program keretében összesen 50,1 milliárd dollár értékű árut szállítottak le (a különböző források adatai csekély mértékben eltérnek egymástól). Ez az összeg az Egyesült Államok összes második világháborús kiadásainak a 17%-át tette ki. Ebből 31,4 milliárd Nagy-Britannia, 11,3 milliárd a Szovjetunió, 3,2 milliárd Franciaország és 1,6 milliárd dollár Kína részére jutott. A 2005-ös vásárlóerő-paritáson számítva mintegy százszoros szorzót alkalmazhatunk, vagyis például a Szovjetunió 2005-ös értékben kb. 1100 milliárd USD szállítást kapott. Összehasonlításul: ez az összeg 2005-ben Oroszország fél évi nemzeti jövedelmének felelt meg.
A törvény keretében jelentős támogatást nyújtottak világszerte kisebb-nagyobb államoknak, például Latin-Amerikában, ezzel is megalapozva az Egyesült Államok háború utáni globális befolyását, amelynek révén átvette a világ vezető hatalmának szerepét Nagy-Britanniától.

## Szállítások a Szovjetunióba
Ezek a szállítások lehetővé tették, hogy a Szovjetunió a második világháború kezdeti (1941–1943) szakaszában pótolja saját hadiiparának a harcok során kiesett kapacitását. Ebben az időszakban a szovjetek számos gyárat telepítettek az Urál-hegységtől keletre, hogy megvédjék őket az előrenyomuló Wehrmacht fenyegetésétől. A háború során folyamatosan nőtt a szovjet hadiipari termelés, míg végül a szövetségesek szállításai elvesztették korábbi jelentőségüket.

### Amerikai-szovjet tárgyalások a szállítások részleteiről
| Év    | Tonna      | %    |
| ----- | ---------- | ---- |
| 1941  | 360 778    | 2,1  |
| 1942  | 2 453 097  | 14   |
| 1943  | 4 794 545  | 27,4 |
| 1944  | 6 217 622  | 35,5 |
| 1945  | 3 673 819  | 21   |
| Total | 17 499 861 | 100  |

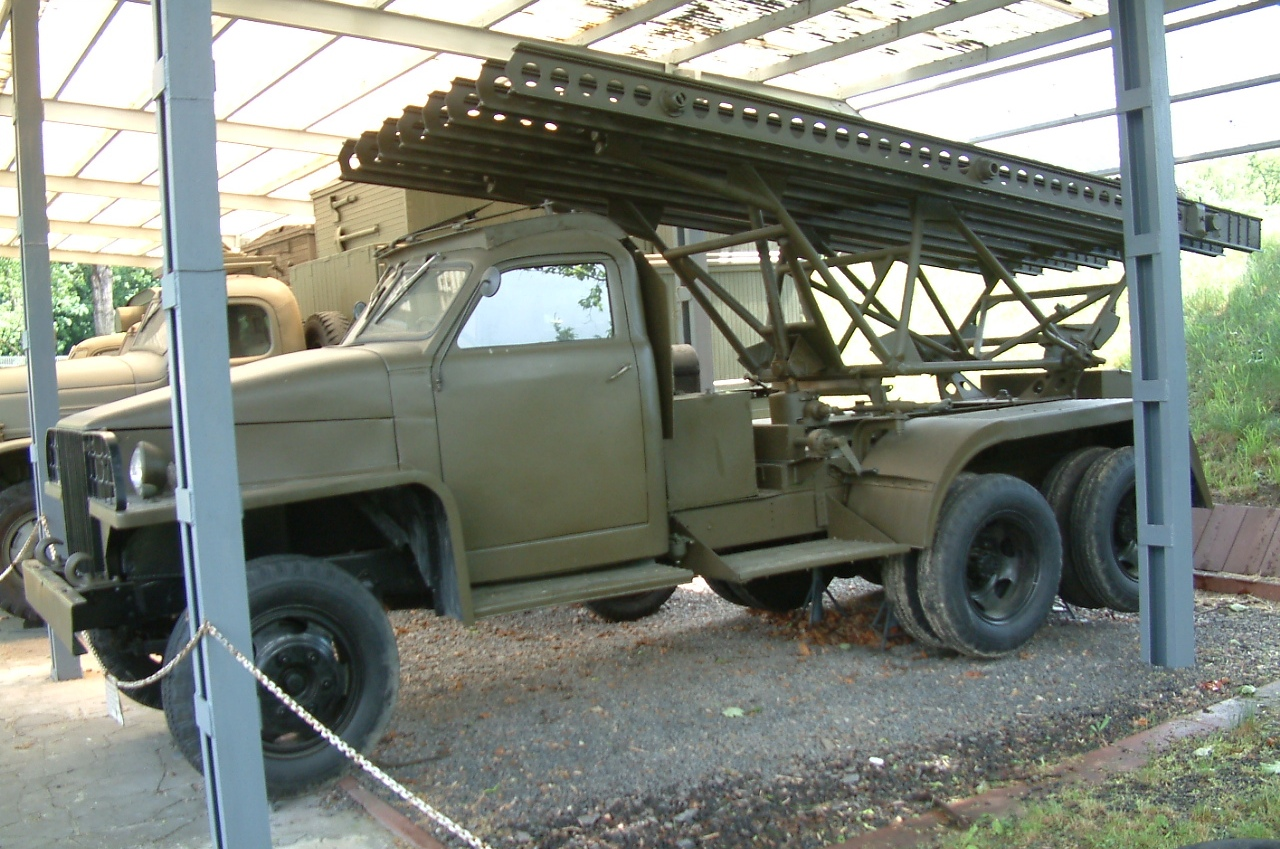
BМ-13-as Katyusa Studebaker US6 amerikai terepjáró teherautóra szerelve

Az amerikai szállítások ütemezése a következőképpen alakult:
- "Pre Lend-lease" A kölcsönbérleti megállapodások előtt 1941. június 22. és 1941. szeptember 30. között (arannyal és más fémekkel ellentételezve)
- Első jegyzőkönyv (október 7-én aláírt megállapodás) 1941. október 1. – 1942. június 30.[12] Ezeket a szállítmányokat Nagy-Britanniában gyártották és onnan szállították, és az USA finanszírozta.
- Második jegyzőkönyv (1942. október 6-án aláírt megállapodás) 1942. július 1. – 1943. június 30.
- Harmadik jegyzőkönyv (1943. október 19-én aláírt megállapodás) 1943. július 1. – 1944. június 30.
- Negyedik jegyzőkönyv (1945. április 17-én aláírt megállapodás) 1944. július 1. – 1945. május 12.

A májusi formális befejeződés ellenére a szállítások folytatódtak a Milepost egyezmény keretében, mivel a Szovjetunió belépett a Japán elleni háborúba. 1945. szeptember 20-án minden lend-lease szállítás befejeződött.
E jegyzőkönyveken kívül kiegészítő programokra szóló megállapodásokat is kötöttek, mint a szovjet jeges-tengeri kikötőkkel kapcsolatos program; az Outpost program távol-keleti szovjet kikötők építésére; transzszibériai légi útvonal kiépítése (Northern Siberian Air Route Program), ami 1945 márciusában lépett működésbe; valamint az 1945-ös, a Japán elleni távol-keleti tevékenységre vonatkozó Project Milepost.
A háború után, 1945 októberében a két fél külön egyezményt kötött a szovjet exportra már legyártott amerikai áruk leszállításáról az úgynevezett Pipeline Agreement keretében. Ezek elsősorban ipari berendezések és pótalkatrészek voltak. A Szovjetunió kötelezettséget vállalt arra, hogy ezekért a szállításokért 222 000 000 dollárt kifizet, azonban ezt nem teljesítette teljes mértékben.
1945 augusztusától az újonnan alakult ENSZ 250 000 000 dolláros segélyprogramot indított Belarusz és Ukrajna számára, amelyek az ENSZ „önálló” tagállamai lettek. Eredetileg ezt az összeget vissza kellett volna fizetni az 1947 májusában befejeződött szállítások után, azonban erre sem került sor.

### Szállítási útvonalak és mennyiségek

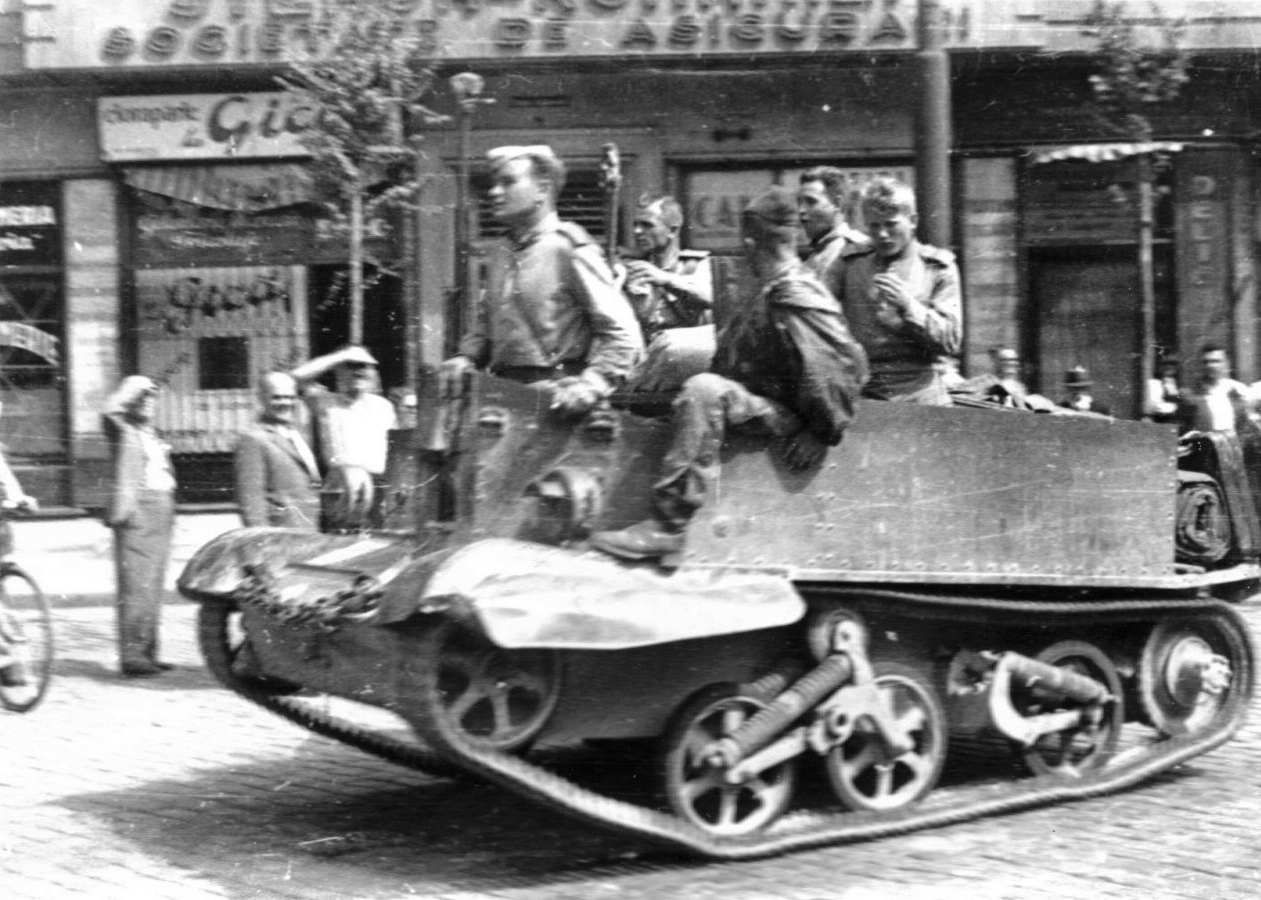
A Vörös Hadsereg katonái Bukarestben a britek által szállított Universal Carrier járművön

A nagyobb amerikai szállítások 1942 elején indultak meg a Szovjetunióba, ezek mennyisége azonban a háborús körülmények között rendszeresen, jelentősen elmaradt az ígértektől, tervektől és megállapodásoktól. Anglia már 1941 október-decemberre 800 repülőgépet és 1000 harckocsit ígért, de „csak” 669 repülőgép és 487 tank érkezett meg. Ennek ellenére a segítség igen értékes volt, hiszen ekkor a Moszkvát védő három szovjet frontnak összesen 568 repülőgépe volt, közülük 389 már javított állapotban.)
A fő szállítási útvonalak és a szállított mennyiségek a következők voltak:
| Szállítási útvonalak | ezer tonna | %     |
| -------------------- | ---------- | ----- |
| Csendes-óceáni       | 8244       | 47,1  |
| Transziráni          | 4160       | 23,8  |
| Sarkvidéki konvojok  | 3964       | 22,6  |
| Fekete-tenger        | 681        | 3,9   |
| Északi Jeges-tenger  | 452        | 2,6   |
| Összesen             | 17 501     | 100,0 |

A leggyorsabb és a legveszélyesebb az észak-atlanti, sarkvidéki konvojok útvonala volt. 1941 júliusa és decembere között a szállítások 40%-a haladt ezen az úton, és ezek 15%-a elveszett a német támadások nyomán. Az Egyesült Államoktól Murmanszkig az út két hetet vett igénybe. A konvojok egy része Arhangelszkig illetve Szeverodvinszkig (akkor Molotovszk) haladt, majd a szállítmányok az onnan sebtében kiépített vasútvonalakon jutottak el a frontra. Az Északi-Dvinán keresztül ekkoriban még nem vezetett híd, ehelyett a síneket a jégre fektették, amit előtte a természetes mintegy 65 cm-es vastagságról mesterségesen méteresre hizlaltak a folyó vizével.
A csendes-óceáni útvonal valamivel biztonságosabb volt. Mivel a Szovjetunió és Japán nem álltak hadban, itt a szállítmányok szovjet zászló alatt, szovjet személyzettel hajóztak 18–20 napig az Egyesült Államok nyugati partja és a Szovjetunió között. A jégmentes szorosokat mind Japán ellenőrizte, ahol a szállítmányokat átvizsgálták és néha el is akasztották. A japán tengeralattjárók – a német és a brit gyakorlattól eltérően – nem támadták a semleges teherhajókat, de egy hajót így is elsüllyesztettek, további hat hajót viszont amerikai tengeralattjárók süllyesztettek el tévedésből. Vlagyivosztok ennek ellenére a háború éveiben csaknem négyszer annyi árut fogadott, mint Murmanszk, és ötször annyit, mint Arhangelszk.
A szállítmányok egy kisebb része a jégmentes évszakban Bering-szoroson át sarkvidéki szovjet kikötőkbe tartott. Ezen az úton főleg üzemanyagot szállítottak az Alszib elnevezésű szibériai légi szállítási útvonal számára kiépített repterekre: a nagy szibériai folyók torkolatában folyami uszályokra töltötték át az üzemanyagot, és a folyókon szállították tovább Szibéria belsejébe.

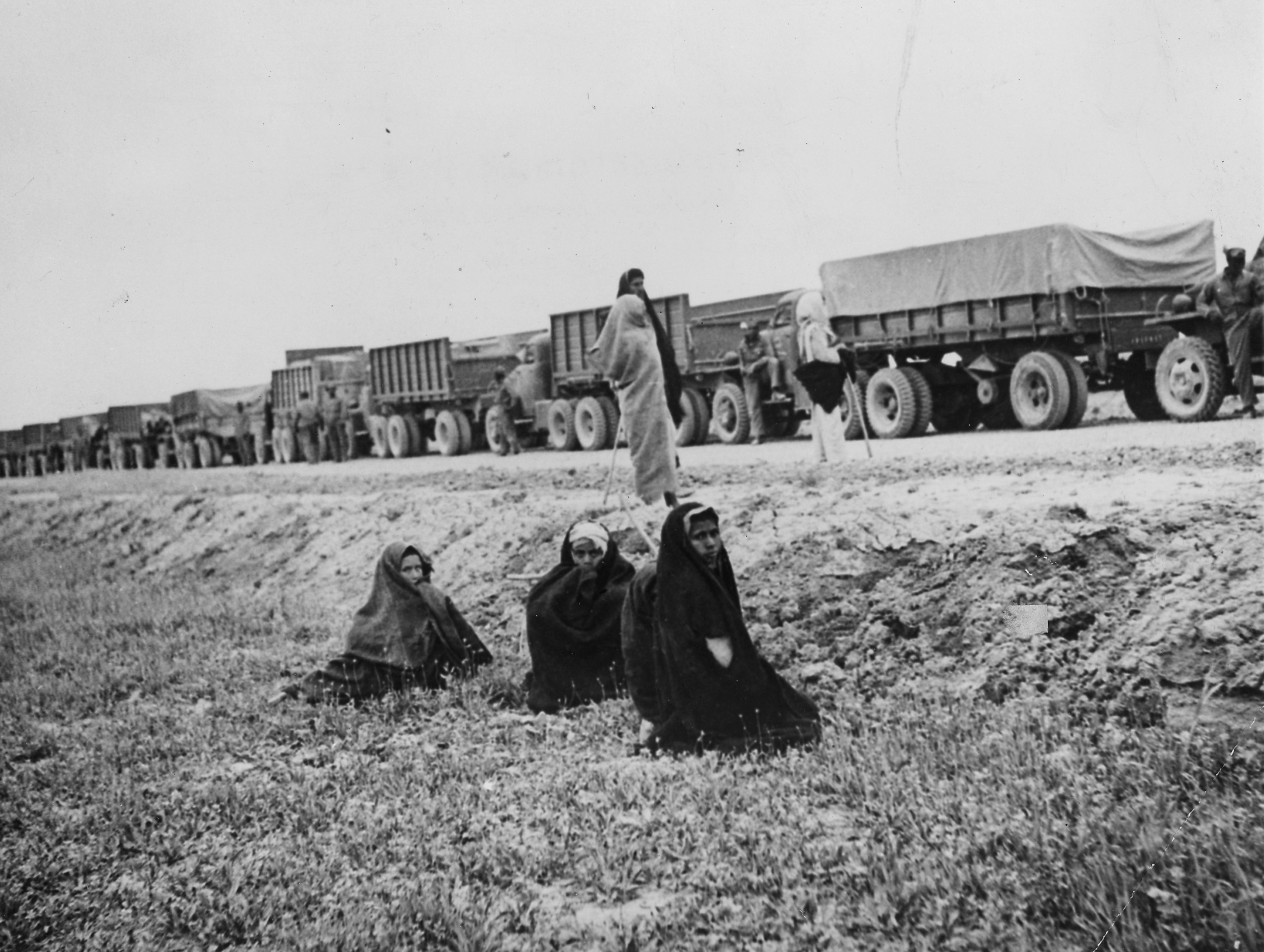
Studebakerek Iránban, úton a Szovjetunió felé

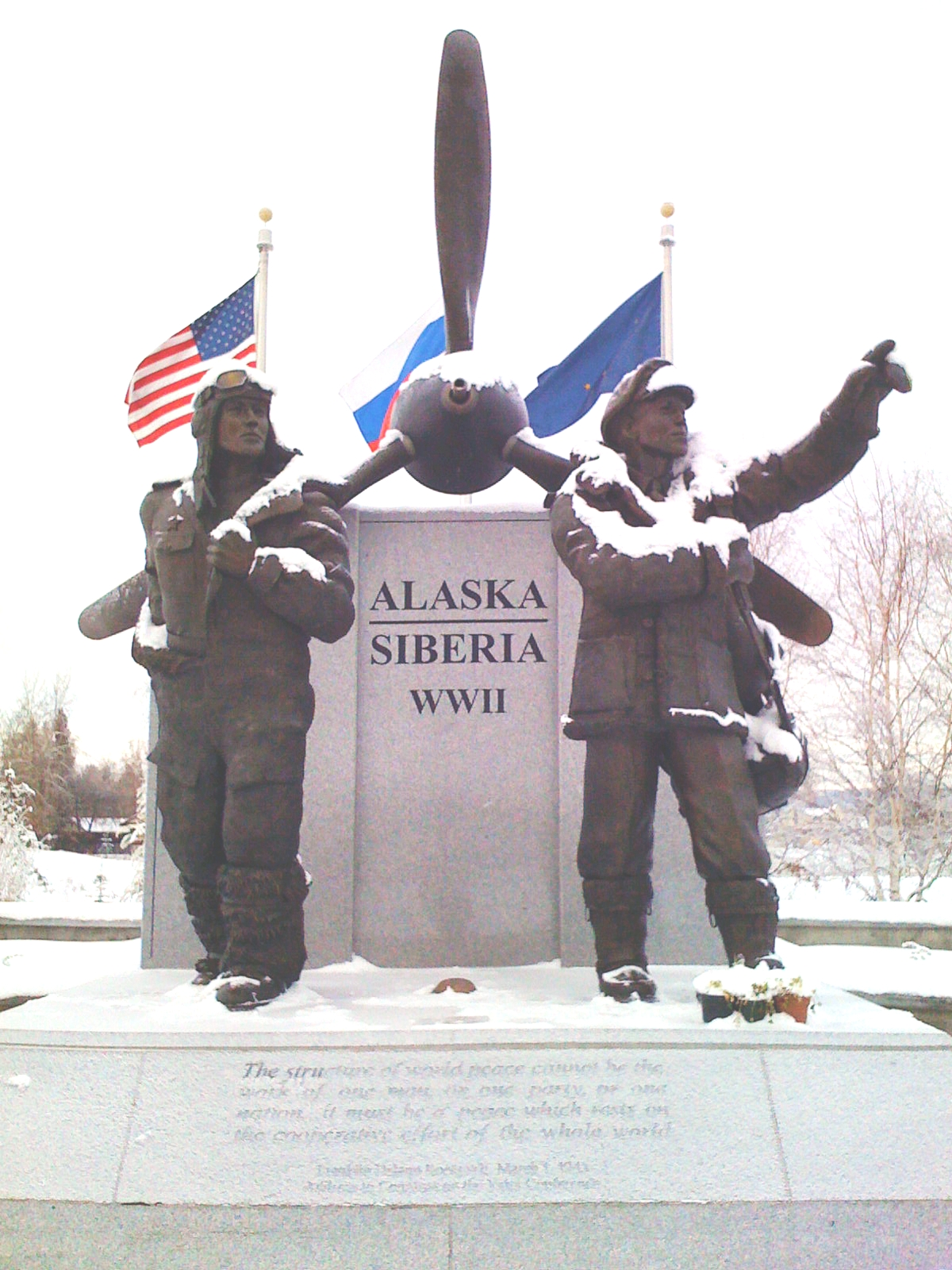
Az Alaszka-Szibéria légi szállítási útvonal emlékműve Fairbanksben

Az Iránon keresztül vezető útvonal kiépítésére az ország megszállása után kerülhetett sor. Korszerűsíteni, bővíteni kellett a déli kikötőket, az utakat és a transziráni vasútvonalat. Az szállítás 1941 novemberében indult meg, az első szállítmány 2972 tonna volt. 1942 májusától havi 80–90 ezer tonna, majd 1943 második felében már havi 200 ezer tonna árut szállítottak ezen az útvonalon. Az áruk egy részét a Kaszpi-tengeren szállították tovább a Szovjetunióba; 1942 végén ezek a szállítmányok már ki voltak téve a német légierő támadásainak. Az amerikai segély részét képező teherautókat az egyéb rakománnyal megrakva szovjet sofőrök vezették az iráni országutakon a Szovjetunióba. Az Egyesült Államok keleti partjától Afrika megkerülésével az iráni kikötőkig tartó hajóút mintegy 75 napot vett igénybe.
A General Motors kimondottan a kölcsönbérlet céljaira összeszerelő üzemeket épített Iránban. A legnagyobbak ezek közül a TAP I (Truck Assembly Plant I) és a TAP II voltak Andimeskben illetve Horramsahrban. A háború évei alatt csak ezek az üzemek 184 112 gépjárművet indítottak a Szovjetunióba. 1945-ben az üzemeket leszerelték és a Szovjetunióba szállították.
A fekete-tengeri útvonal csak 1945 elejétől kezdett aktívan működni, amikor Görögország már felszabadult a német megszállás alól és a Török-szorosok, azaz a Boszporusz és a Dardanellák megnyíltak a szövetségesek számára.
A kölcsönbérlet keretében adományozott repülőgépek egy része „saját szárnyán” érkezett a Szovjetunióba. Az egyik ilyen útvonal a déli Atlanti-óceánon, Afrikán és a Perzsa-öblön keresztül működött, a másik, az Alszib elnevezésű, Alaszkától szovjet pilótákkal a Csukcs-félszigeten és Szibérián át; utóbbin 7925 repülőgép érkezett. A korabeli technika szükségleteinek megfelelően ehhez számos közbeeső repülőteret kellett kiépíteni. A mintegy 8000 gép repülése során 279 „légiesemény” történt, közte 39 katasztrófa, 49 baleset, 131 technikai hiba, 60 kényszerleszállás. Összesen 114 fő vesztette életét. A veszteségek fő okai a vizsgálatok szerint a meteorológiai körülmények voltak, emellett műszaki hibák (8 gép); a gépek nem megfelelő felkészítése a repülésre (7 gép); pilótahiba a rossz időjárási körülmények között (18 gép); a személyzet fegyelmezetlensége (8 gép); a repülés rossz megszervezése (9 gép) játszott döntő szerepet.
A Szovjetunió nehézbombázókat is szeretett volna kapni az Egyesült Államoktól, de az USA ezeket nem volt hajlandó szállítani, bár az amerikaiak 1945-ig több mint 30 ezer ilyen repülőgépet gyártottak. Az egyetlen szovjet korszerű nehézbombázó a Petljakov Pe-8 volt, amiből mindössze 27 darabbal rendelkeztek a háború elején, és kevesebb mint 100-at gyártottak 1945-ig.

### Az USA-ból a Szovjetunióba 1941–1945 között szállított anyagok főbb tételei

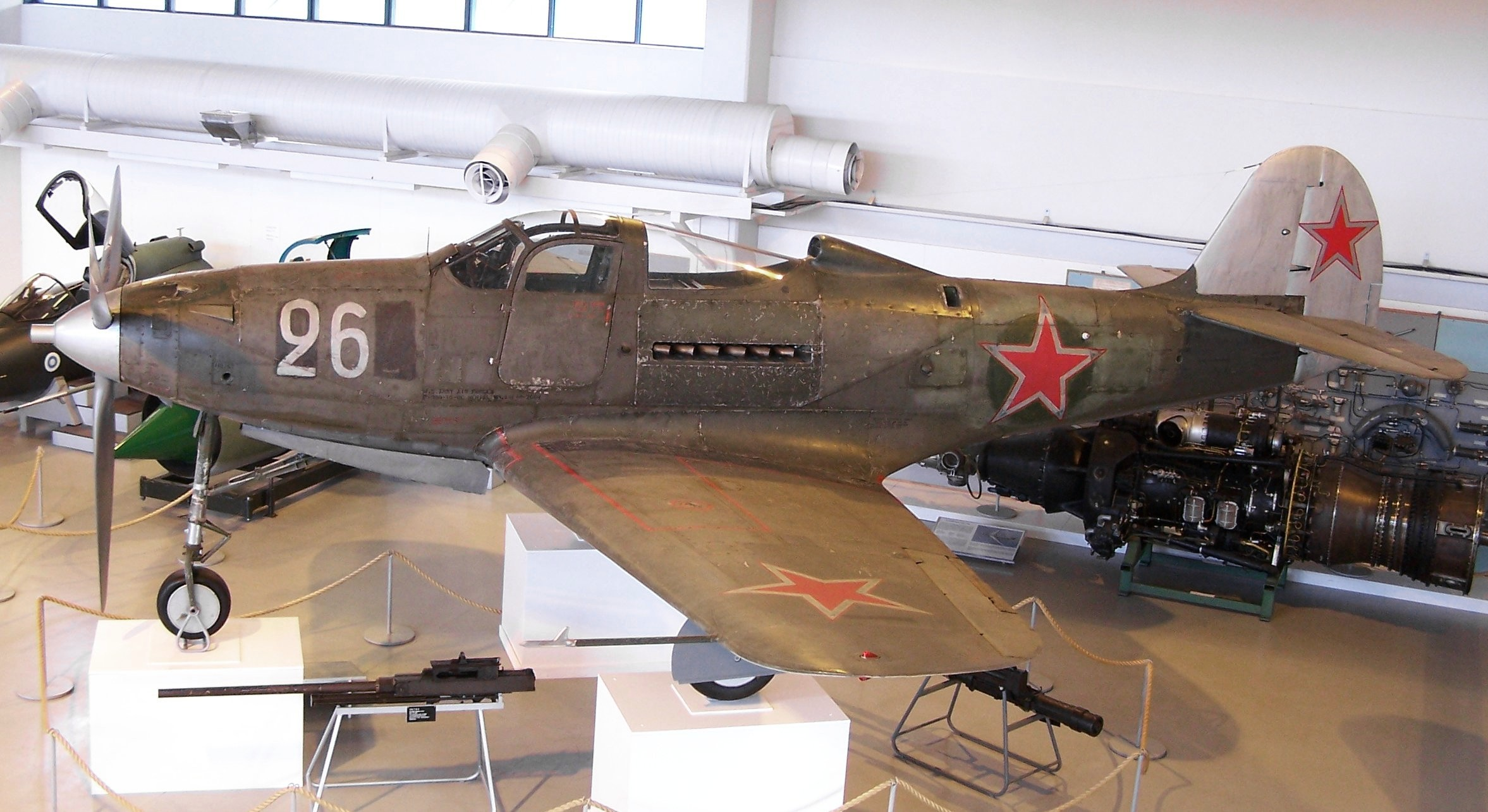
P–39 Airacobra repülőgép szovjet felségjelekkel

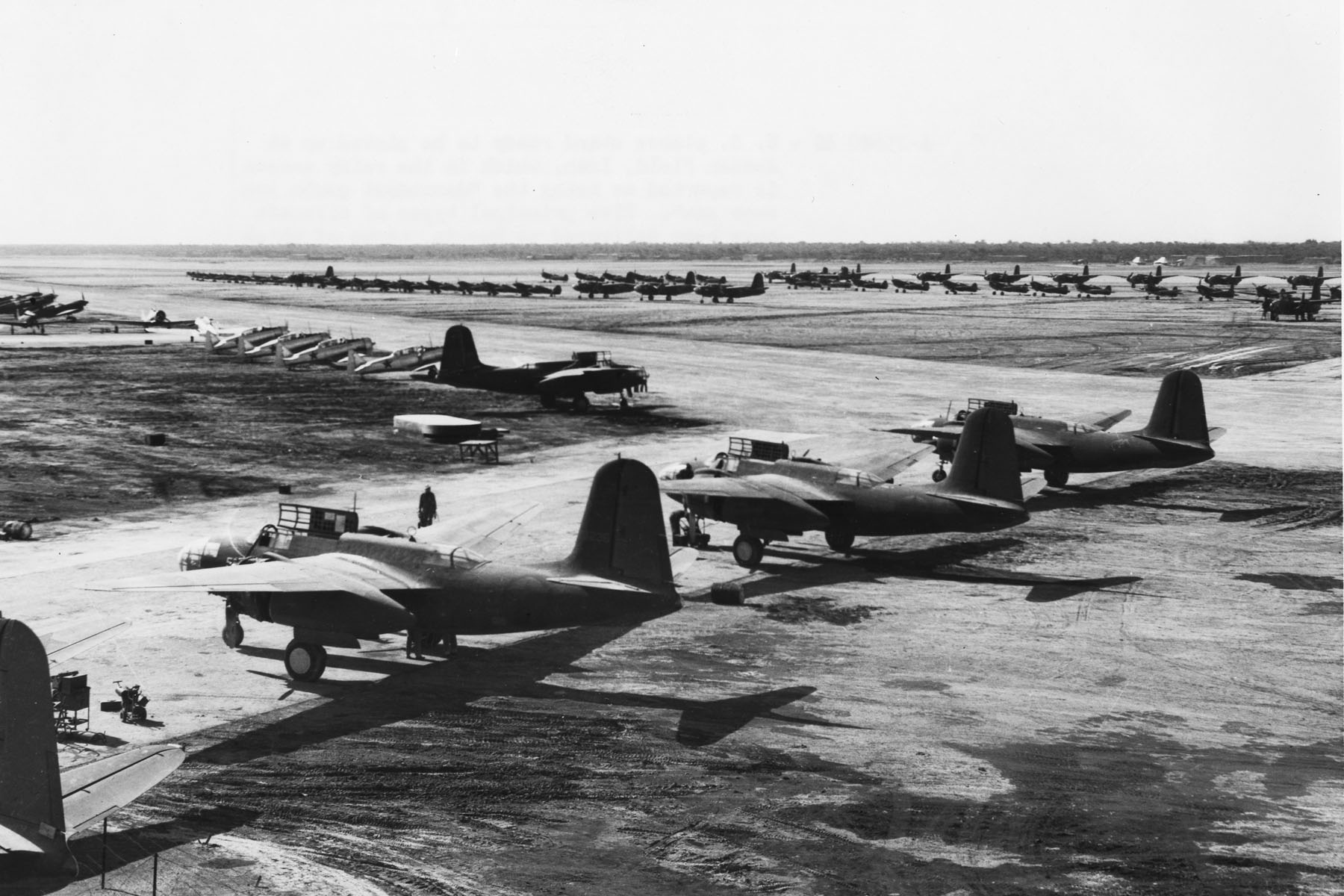
Amerikai repülőgépek az ábádáni repülőtéren, a Szovjetunió felé szállítás közben. Előtérben Douglas A–20 Havoc gépek

A különböző forrásokban kissé eltérő számok jelennek meg a különböző kutatók összesítései alapján, de érdemleges különbség nem mutatható ki közöttük. Az itt közölt adatok a legbővebbek és legjobban forrásoltak közé tartoznak.
- Repülőgép 22 150 db (ebből 5000 P–39 Airacobra, az egyik legjobb korabeli vadászgép)
- Harckocsi 12 700 db
- Önjáró löveg 1800 db (1944. november 30. után)
- Légvédelmi gépágyú 7944 (más adatok szerint 8218) db
- Páncéltörő ágyú 4912 db
- Géppuska 135 000
- Pisztoly 12 997
- Páncélozott szállítójármű  3300
- Tüzérségi vontató  5500
- Autógumi  3 606 000 más adatok szerint 3 786 000 (a szovjet termelés 43,1%-a)
- Vasútra szerelt, mozgó villamos erőmű 60 db
- Mozdony 1981 db
- Vagon 11 155 db
- Speciális tartályvagon 1000 db
- Tábori telefon 189 000 db
- Tehergépkocsi 375 833 db[* 1]
- Dzsip 51 503 db
- Motorkerékpár 35 170 db
- Traktor 8071 db
- Nehézvontató 1200 db
- Töltény  472 000 000
- Parancsnoki törzsgépkocsi 1700 db
- Szállítóhajó 90 db
- Tengeralattjáró-elfogó naszád 105 db
- Torpedónaszád 197 db
- Hajómotor 7784 db
- Szögesdrót 45 000 t
- Cipő- és csizmavasalat 10 500 t
- Szerszámgép 500 000 000 $
- Acéláru és acélszerkezeti idom 2 250 000 t
- Fémáru 912 000 t
- Réz 400 000 t
- Cink 8000 t
- Juta 13 000 t
- Alumíniumlemez 250 000 t
- Ólom 18 000 t
- Gumi 38 000 t
- Kőolajtermék 2 670 000 t
- Robbanóanyag 345 735 t
- Telefonkábel 1 000 000 km
- Félcipő 15 000 000 pár
- Bakancs 43 000 000 pár
- Katonacsizma 15 417 000 pár
- Ruhagombok 1 647 000 $ [* 2]
- Pamutszövet 88 507 km

A kölcsönbérlet keretében a fentiek mellett mintegy 4,5 millió tonna élelmiszert szállított az Egyesült Államok a Szovjetunióba. (A törvény szövegéből nyilvánvaló, hogy ezért sem várhattak anyagi ellenszolgáltatást.) Ez tartalmazott 50 000 tonna búzát, 238 000 tonna fagyasztott marhahúst, 624 000 tonna cukrot, 80 000 tonna vajat, 307 tonna csokoládét, 664 600 tonna húskonzervet (ez a tétel meghaladta a teljes szovjet gyártást abban az időszakban), valamint 331 000 liter szeszt.

#### A szövetségesek anyagi támogatása a szovjet belső termelés arányában, néhány kiemelt cikk esetében[25]
| Termék            | Amerikai szállítások | Brit szállítások | Szovjet termelés (1941-45) | A támogatás a hazai termelés arányában |
| ----------------- | -------------------- | ---------------- | -------------------------- | -------------------------------------- |
| Repülőgépek       | 11 400               | több mint 7000   | 157 261                    | 11,7 %                                 |
| Páncélos technika | 12 000               | 6564             | 105 251                    | 17,6 %                                 |
| Gépjárművek       | 427 284              | 5232             | 265 600                    | 163 %                                  |
| Mozdonyok         | 1977                 | 4                | 825                        | 240 %                                  |
| Motorkerékpárok   | 35 170               | 1721             | 27 216                     | 136 %                                  |

#### A Szovjetunióba irányuló amerikai szállítások évek szerinti bontásban, millió dollár
A Szovjetunióba irányuló amerikai szállítások összeértéke 9,4 milliárd dollár volt, ennek 41,15%-a hadianyag. Szállítási költségekkel az összérték 11,3 milliárd dollárt tett ki. Ez a teljes háború alatti szovjet termelés nagyjából 7 százalékának felelt meg.
| Év   | Összes termék | Hadiipari cikkek | Polgári rendeltetésű termékek |
| ---- | ------------- | ---------------- | ----------------------------- |
| 1941 | 29,5          | 29,5             | 0                             |
| 1942 | 1363,3        | 723,7            | 639,6                         |
| 1943 | 2965,9        | 1291,1           | 1674,8                        |
| 1944 | 3429,1        | 1060,4           | 2368,7                        |
| 1945 | 1372          | 732,9            | 639,1                         |

#### A Szovjetunióba irányuló amerikai szállítások százaléka az amerikai termelésben[27]
| Megnevezés               | 1942 | 1943 | 1944 | 1945 első félév |
| ------------------------ | ---- | ---- | ---- | --------------- |
| Repülőgép                | 12,4 | 11,9 | 13,5 | 11,8            |
| Hajó                     | 5,5  | 11,8 | 6,7  | 5,4             |
| Lőszer és fegyver        | 10,4 | 10,0 | 8,8  | 4,6             |
| Gépjármű és harckocsi    | 9,8  | 26,7 | 29,4 | 12,1            |
| Összes hadianyag         | 7,6  | 11,2 | 11,7 | 7,6             |
| Élelmiszer               | 4,3  | 4,4  | 5,4  | 3,9             |
| Más mezőgazdasági termék | 4,3  | 5,6  | 4,4  | 5,0             |
| Fémek                    | 3,9  | 4,2  | 3,4  | 3,5             |
| Gépek                    | 2,6  | 5,7  | 7,1  | 4,2             |

## Az ellentételezés
A törvény elsődleges célja, mint hivatalos neve is mutatja, az Egyesült Államok védelméhez való hozzájárulás volt, a szövetségeseknek a közös győzelem érdekében nyújtott támogatás formájában. Az ellentételezés ennek megfelelően másodlagos volt. A fegyverek és hadianyagok esetében eleve csak akkor merült fel a kölcsön visszaadása, amennyiben azok épségben megmaradtak a háború végére és azokra az Egyesült Államok igényt tartott. A háború végén azonban az amerikai hadiipar még teljes lendülettel dolgozott, nem volt szükség a használt fegyverekre és hadianyagokra, és azokról a kormány lemondott.
Ellentételezésnek minősült például a Brit Nemzetközösség területén található katonai támaszpontok USA általi használata, aminek értékét kb. 6,8 milliárd USD-ban szabták meg. Kanada hasonló program keretében 4,7 milliárd USD összegben támogatta Nagy-Britanniát és a Szovjetuniót.
Nagy-Britanniával szemben is lemondtak a törlesztés nagy részéről, sőt a brit gazdaság háború utáni súlyos helyzete miatt az ország 1950-ben újabb rendkívül kedvező kamatú, 50 évre szóló amerikai kölcsönöket kapott. Az így kombinált tartozás visszafizetését angol részről a szerződés által lehetővé tett öt alkalommal, plusz egy további alkalommal egy évre felfüggesztették. A tartozás teljes összegének utolsó törlesztőrészletét 2006 végén utalták át az Egyesült Államoknak.
Szovjet viszonylatban az amerikai fél a leszállított, polgári célra is alkalmazható beruházási eszközök (gépek és berendezések, egész gyárak) értékét összesen 2,6 milliárd dollárban állapította meg, de az amortizáció miatt csak ennek felére, 1,3 milliárd dollárra jelentette be igényét. A Szovjetunió ezzel szemben mindössze 170 millió dollár megfizetését ajánlotta fel. A hidegháború idején az alkudozás nagy szünetekkel folytatódott, majd 1972-ben született egy megállapodás, miszerint a Szovjetunió 722 millió dollárt megfizet az amerikai kereskedelmi gabonaszállítások megindításával párhuzamosan. A fizetésekből 48 millió dollárt teljesítettek, majd a megállapodások végrehajtását újra felfüggesztették, mert az Egyesült Államokban elfogadták a Jackson–Vanik törvénymódosítást, ami az emberi jogok ottani sérelmei miatt korlátozta a kereskedelmet a Szovjetunióval. A rendszerváltás idején, 1990-ben került újra napirendre az adósság rendezése, ekkor olyan megállapodás született, miszerint a Szovjetunió 674 millió dollárt fizet 2030-ig bezárólag. A Szovjetunió felbomlását követően a bedőlt állami hiteleket kezelő Párizsi Klub vette át ezen adósságok kezelését is. Oroszország végül ebben a keretben 2006-ban teljesítette fennmaradt fizetési kötelezettségeit.
Érdekesség, hogy amerikai adatok szerint szerény, mintegy két millió dolláros ellentétes irányú kölcsönbérleti juttatásra is sor került. Ezek közé számították amerikai hajók ellátását szovjet kikötőkben, amerikai fegyverek tesztelését, valamint például a Katyusa műszaki dokumentációjának átadását. A háború alatt a Szovjetunió kisebb mennyiségekben különleges, értékes nyersanyagokat, ritkaföldfémeket is szállított az Egyesült Államoknak.

## Brit szállítások a Szovjetunió számára a háború éveiben
1941 júniusa és 1945 májusa között Nagy-Britannia összesen 4 millió tonna hadfelszerelést, élelmiszert és gyógyszert szállított a Szovjetunióba. A hadianyagok összértéke (a haditengerészeti eszközökön kívül) 308 millió fontot tett ki, az élelmiszerek és nyersanyagok értéke 120 millió font volt. Az első időkben a szovjet fél valutával és arannyal fizetett a szállítmányokért. 1942 júniusában a két fél megállapodást kötött arról, hogy a katonai szállítmányok a továbbiakban ingyenesek lesznek.

## Fordítás
- Ez a szócikk részben vagy egészben  a   Lend-Lease című angol Wikipédia-szócikk ezen változatának fordításán alapul.  Az eredeti cikk szerkesztőit annak laptörténete sorolja fel. Ez a jelzés csupán a megfogalmazás eredetét és a szerzői jogokat jelzi, nem szolgál a cikkben szereplő információk forrásmegjelöléseként.
- Ez a szócikk részben vagy egészben  a   Leih- und Pachtgesetz című német Wikipédia-szócikk ezen változatának fordításán alapul.  Az eredeti cikk szerkesztőit annak laptörténete sorolja fel. Ez a jelzés csupán a megfogalmazás eredetét és a szerzői jogokat jelzi, nem szolgál a cikkben szereplő információk forrásmegjelöléseként.
- Ez a szócikk részben vagy egészben  a(z)   Ленд-лиз című orosz Wikipédia-szócikk ezen változatának fordításán alapul.  Az eredeti cikk szerkesztőit annak laptörténete sorolja fel. Ez a jelzés csupán a megfogalmazás eredetét és a szerzői jogokat jelzi, nem szolgál a cikkben szereplő információk forrásmegjelöléseként.